# Polygala brachyanthema
Polygala brachyanthema är en jungfrulinsväxtart som beskrevs av Joseph Blake. Polygala brachyanthema ingår i släktet jungfrulinssläktet, och familjen jungfrulinsväxter. Inga underarter finns listade i Catalogue of Life.